# Don't Let Him Steal Your Heart Away
Don't Let Him Steal Your Heart Away è un singolo del cantante britannico Phil Collins, pubblicato nel 1983 ed estratto dall'album Hello, I Must Be Going!.

## Tracce
- 7"

1. Don't Let Him Steal Your Heart Away
2. Thunder and Lightning

- 12"

1. Don't Let Him Steal Your Heart Away
2. And So to F (live)

## Formazione
- Phil Collins – tastiera, batteria, voce
- Daryl Stuermer – chitarra
- John Giblin – basso
- Martyn Ford – arrangiamento archi